# Адаєвка
Ада́євка (каз. Адай) — село у складі Камистинського району Костанайської області Казахстану. Адміністративний центр Адаєвського сільського округу.
Населення — 559 осіб (2021; 746 у 2009, 966 у 1999, 1352 у 1989).